# ミティティ
ミティティ（ルーマニア語: Mititei、mici）は、牛肉や羊肉、ニンニク、黒コショウ、タイム、コリアンダー、アニス、セイボリーなどの香辛料を加えてひき肉を円筒形に焼いたルーマニア料理である。また、重曹やスープ、水なども加えられる。バルカン半島の中東のチェヴァプチチによく似ている。
フライドポテト、マスタード、ピクルスなどと一緒に食べることが多い。

## 歴史
19世紀後半、ブカレストのリップスカーニ地区にある「La o idee」というパブで働いていたイオネスク・ヨルダケが、ミティティを考案したという話が有力である。言い伝えによると、イオネスクは生ソーセージで有名だったが、繁忙期にはケーシングが足りなくなり、ソーセージの中身だけをグリルで焼くことを思いついたという。即興で作ったこの新しい料理はすぐにヒットし、その後も人気は衰えなかった。近くにある有名なレストラン「Caru' cu Bere」がミティティ発祥の地とされることもある。
1870年にフランス系ルーマニア人ジャーナリストのユリス・マルシャックがこの料理について初めて言及し、1872年頃には作家のニコラエ・オラサヌがイオネスクのパブで食べたことを書いていることからその名がついた。また、Ecaterina Steriady（1871年）やJ.C.Hințescu（1877年）などの料理本にも、同じような皮なしソーセージが登場している。
年月が経つにつれて、キャラウェイシードやオールスパイスなどの原型となる材料が失われ、牛肉や羊肉ではなく豚肉で作られるようになった。また、現在では、起泡剤である重曹がよく使われており、味と食感の両方を向上させている。

## 文化的・経済的な意義
ミティティはルーマニア全土で人気があり、ルーマニアでは年間4億4千万個のミティティが消費されていると言われている。家庭、レストラン、パブなどでも食べられているが、屋外でのグリルのイメージが強い。多くのルーマニア人がメーデー（5月1日）を祝ってバーベキューやピクニックに出かけることから、近年、ミティティはこの祝日と強く結びついており、2019年の5月1日にはルーマニアで3,000万個のミティティが食べられた。ミティティは、そのような公式な呼称を持たないにもかかわらず、メディアでは「ルーマニアの国民食」と呼ばれることもある。
2018年には、ルーマニアで生産されるミティティの5%から10%が輸出され、主にイタリア、スペイン、イギリスなどのルーマニア人のディアスポラが多い国に輸出されている。